# Proparis Vorsorge-Stiftung Gewerbe Schweiz
Die proparis Vorsorge-Stiftung Gewerbe Schweiz mit Sitz in Bern ist eine Schweizer Vorsorgeeinrichtung. Die Stiftung wurde 1957 vom Schweizerischen Gewerbeverband als Gemeinschaftsstiftung für berufliche Vorsorge im Schweizerischen Gewerbe gegründet, mit dem Ziel, Klein- und Mittelbetrieben (KMU) einen direkten und administrativ einfachen Zugang zur beruflichen Vorsorge zu eröffnen. 
Heute ermöglicht proparis knapp 10'000 kleinen und mittelgrossen Unternehmen den einfachen Zugang zur 2. Säule. Die zwölf Branchen-Vorsorgewerke bieten unter dem Dach von proparis die Abwicklung der beruflichen Vorsorge über sechs Durchführungsstellen. Mehr als 50 Verbände aus den verschiedensten Berufsbranchen, die dem Schweizerischen Gewerbeverband angehören, stehen hinter den angeschlossenen Vorsorgewerken. Per Ende 2023 waren proparis gesamthaft 9'728 Betriebe mit 71'141 aktiv Versicherten sowie 13’383 Rentnerinnen und Rentner angeschlossen. Die Bilanzsumme belief sich auf 6.683 Milliarden Schweizer Franken.

## Rechtsgrundlagen
Die gesetzlichen Grundlagen bilden das Bundesgesetz über die berufliche Alters-, Hinterlassenen- und Invalidenvorsorge, das Bundesgesetz über die Freizügigkeit in der beruflichen Alters-, Hinterlassenen- und Invalidenvorsorge sowie die dazugehörigen Verordnungen. Zu den Rechtsgrundlagen zählen zudem die Stiftungsstatuten sowie die Reglemente der proparis Vorsorge-Stiftung Gewerbe Schweiz.

## Organisation
Oberstes Stiftungsorgan ist der Stiftungsrat. Dieser setzt sich paritätisch aus je acht Arbeitnehmer- und Arbeitgebervertreter zusammen und wird jeweils auf vier Jahre gewählt. Präsident des Stiftungsrates ist Hans-Ulrich Bigler, Direktor des Schweizerischen Gewerbeverbandes (sgv) als Arbeitgebervertreter, Vizepräsident ist Aldo Ferrari (UNIA) als Vertreter der Arbeitnehmer.
Die weiteren Organe umfassen die Stiftungsversammlung, die Versicherungskommissionen der Vorsorgewerke, die Geschäftsstelle, die Revisionsstelle sowie ein Experte für berufliche Vorsorge. Die operative Führung obliegt der Geschäftsleitung.